# CHIHARUのハイサイ・アイランド
『CHIHARUのハイサイ・アイランド』は、2002年4月～2003年3月にニッポン放送とラジオ沖縄で放送された番組である。ニッポン放送では上半期（9月まで）は月曜日のナイター中継のない夜に放送された『マンデー・ハートフルステーション』の枠内箱番組として20:50ごろ～21:10ごろに、下半期は10月のスポーツ中継（プロ野球日本シリーズやJリーグ）の伴う休止をはさみ、11月から毎週土曜の20時台に放送された。
番組は、この年が沖縄県の本土復帰30周年を迎えたことから、その観光親善大使として歌手デビューしたシンガーソングライターのCHIHARUをパーソナリティーに迎え、リスナーから寄せられたお便りの紹介や沖縄の魅力を紹介したコーナーなどで構成された。なお当番組はヤング番組ゾーン「LF+R」のカテゴリーで放送されていた。